# 森本和義
森本 和義 （もりもと かずよし、1966年6月16日 - ）は、日本の政治家。元衆議院議員（1期）。

## 来歴
三重県桑名市出身。春日井市立鷹来小学校、春日井市立鷹来中学校、愛知県立旭丘高等学校、東京大学農学部農業経済学科卒業。1989年、東海銀行に入行し、1994年まで勤務した。同年8月、大蔵省に勤務していた高校、大学の先輩である古川元久の誘いを受け銀行を辞め、ボランティアで政治活動を続けた。1996年の第41回衆議院議員総選挙で古川が初当選してからは公設秘書等を務める。2000年7月から、東海総合研究所に入社し、2004年3月まで同研究所に勤務。
2005年9月11日の第44回衆議院議員総選挙に、愛知15区から民主党公認で出馬。自由民主党現職の山本明彦に敗れ、落選。
2009年8月30日の第45回衆議院議員総選挙に、愛知15区から出馬。前回敗れた山本を下し、初当選。
2011年8月、同年9月の民主党代表選挙を見据え、民主党内の1年生議員で礎会（いしずえのかい）を結成し、同会幹事長に就任した。
2012年12月16日の第46回衆議院議員総選挙に、愛知15区から出馬。自民党新人の根本幸典に敗れ、比例復活もならず落選。
2013年12月、株式会社森本綜合事務所（経営相談業）を設立。2014年3月、政策研究大学院大学客員研究員に就任（2017年退任）。2014年4月よりラジオパーソナリティとしても活動（2021年まで）。
2014年11月18日、民主党の愛知6区総支部長に就任。春日井市勝川町に移住。同年12月14日の第47回衆議院議員総選挙では、現職の丹羽秀樹に次点で敗れ、比例復活ならず落選。
2017年の第48回衆議院議員総選挙に愛知6区から希望の党公認で出馬するも落選。その後、希望の党が分党した際は国民民主党に参加した。

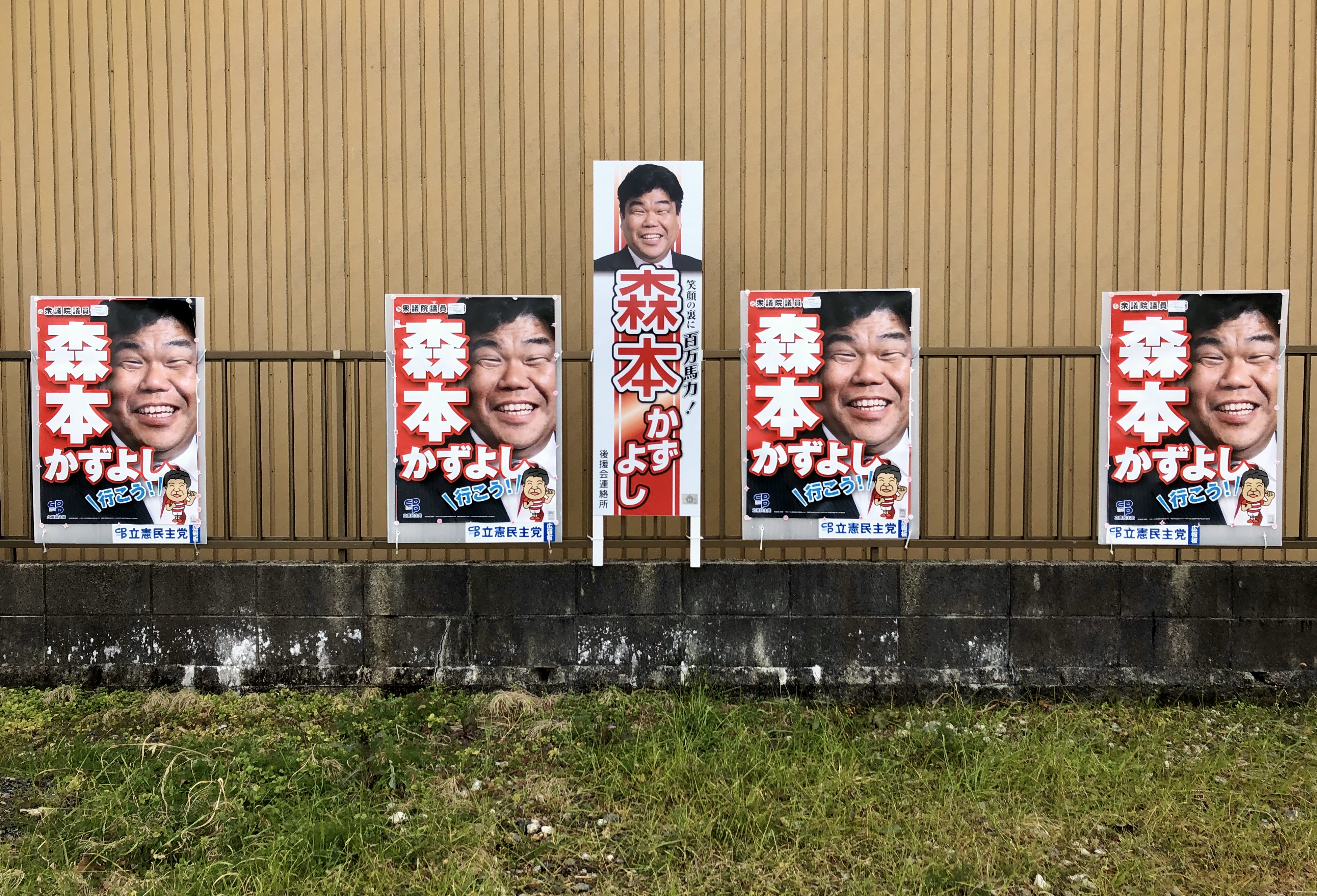
新「立憲民主党」に入党後の森本和義の看板

2020年7月17日、日本共産党愛知県委員会は、次期衆院選の愛知7区に県副委員長の須山初美を擁立すると発表した。同年9月15日、森本は旧立憲民主党と旧国民民主党が合流した「立憲民主党」の結党に参加。9月25日、立憲民主党愛知県連は、旧立憲民主党の愛知6区総支部長に就任していた松田功との候補者調整で、森本を愛知7区へ国替えすると発表した。
2021年10月13日、共産党は立憲民主党と競合する22の選挙区で候補者を取り下げる方針を発表。野党共闘を掲げ、候補者一本化を推し進めるが、愛知6区、7区はそのままとした。10月31日、第49回衆議院議員総選挙執行。愛知7区は自民党の鈴木淳司が当選した。立憲民主党は比例東海ブロックで5議席を獲得。森本は13番目の惜敗率（61.436％）により比例復活もかなわず落選した。
2022年2月22日、党愛知7区支部長に再任したが、2023年7月4日に公認を辞退した。
2023年8月、清掃業などを営む株式会社日誠取締役に就任。2024年1月、同社代表取締役。2025年2月12日、森本綜合事務所を株式会社ASKコンサルティングに商号変更し引き続き代表取締役を務める。

## 政策・主張

### 憲法問題
- 憲法改正について、2017年のアンケートでは「どちらかといえば賛成」と回答[18]。2021年のアンケートでは「どちらとも言えない」と回答[19]。
- 9条改憲について、2017年の中日新聞社のアンケートで「反対」と回答[20]。9条への自衛隊の明記について、2021年のNHKのアンケートで「反対」と回答[21]。
- 安全保障関連法の成立について、2017年のアンケートで「評価しない」と回答[18]。

### ジェンダー問題
- 選択的夫婦別姓制度の導入について、2014年のアンケートでは「どちらかといえば賛成」と回答[22]。2017年のアンケートでは「どちらとも言えない」と回答[18]。2021年のアンケートでは「賛成」と回答[19]。
- 同性婚を可能とする法改正について、2021年のアンケートで「どちらかといえば賛成」と回答[21]。
- 「LGBTなど性的少数者をめぐる理解増進法案を早期に成立させるべきか」との問題提起に対し、「賛成」と回答[19]。
- クオータ制の導入について、2021年のアンケートで「どちらかといえば賛成」と回答[21]。

### その他
- 原子力発電所の再稼働問題について、2017年の中日新聞社のアンケートで「2030年代に原発ゼロにするべき」と回答[20]。
- 「原子力発電への依存度について今後どうするべきか」との問題提起に対し、2021年のアンケートで「ゼロにするべき」と回答[21]。
- アベノミクスについて、2017年のアンケートで「どちらかといえば評価しない」と回答[18]。
- 安倍内閣による森友学園問題・加計学園問題への対応について、2017年のアンケートで「評価しない」と回答[18]。